# Casiomys melanotis
Casiomys melanotis is een zoogdier uit de familie van de Cricetidae. De wetenschappelijke naam van de soort werd voor het eerst geldig gepubliceerd door Thomas in 1893.

## Voorkomen
De soort komt voor in Mexico.